# Fondiaria Sai
Fondiaria SAI S.p.A. était un groupe d'assurances italien qui a été contrôlée par la famille Ligresti à travers sa holding Premafin Finanziaria SpA qui tenue directement et indirectement plus de 47 % et par la suite par Unipol Gruppo Finanziario.
Le groupe Fondiaria SAI, était composé de plus d'une centaine de sociétés contrôlées ou affiliées et se place à la deuxième place des compagnies d'assurances italiennes, après Assicurazioni Generali .
En Décembre 2013, il est approuvé par les actionnaires, la fusion dans Fondiaria - Sai, de Milano Assicurazioni, d'Unipol Assicurazioni et Premafin, rebaptisé UnipolSai.

## Histoire
Fondiaria SAI était le fruit de la fusion de deux sociétés indépendantes intervenue au mois de décembre 2002. C'est la compagnie SAI, ancienne propriété de la famille Agnelli à travers Fiat et IFI, que le Sénateur Giovanni Agnelli avait créée au début des années 1930, cédée au groupe Ligresti en 1970, qui a repris en 2002 la compagnie Fondiaria.

## Ancien composition principale du groupe

### Assurances
- Fondiaria SAI
- Milano Assicurazioni, avec ses branches Nuova Maa, La Previdente, et Italia, (participation 60,36 %)
- Dialogo - compagnie d'assurances directe
- Liguria Assicurazioni, et Liguria Vita
- SASA Assicurazione, Assurances et Réassurances, et Sasa Vie
- SIAT (participation 87,82 %)
- Europa Tutela Giudiziaria (protection juridique)
- Pronto Assistance

### Bancassurance
- EffeVita
- Novara Vita (participation 50 %)
- Po Vita (participation 50 %)
- Bipiemme Vita (participation 51 %)
- BIM Vita (participation 50 %)
- Fondiprev
- Capitalia Assicurazioni (participation 51 %)
- Novara Assicura
- Systema Assicurazioni

### Banque
- BancaSAI
- SAI Mercati Mobiliari Sim
- SAI Asset Management Sgr
- SAI Investimenti Sgr (participation 80 %)

### Immobilier, agriculture, services
- Immobiliare Lombarda (participation 59,53 %)
- SAIagricola
- Pronto Assistance Servizi, SCAI (Société de Conseil d'Entreprises en Informatique), Starvox
- Fondiaria–SAI Servizi Tecnologici (participation 51 %)

### Assurance sanitaire privée
- Villa Donatello
- Casa di Cura Villanova

Nota : les mutuelles privées n'existent pas en Italie car tout est pris en charge par l'équivalent de la Sécurité Sociale l'INPS

## Ancien actionnaires
Fondiaria SAI S.p.A était contrôlée par la holding Premafin Finanziaria SpA - Holding di Partecipazioni qui tenue le 47,362 % des actions à travers:
- Premafin - 36,900 %
- Finadin Spa - 2,927 %
- SAI Holding Italia Spa - 0,958 %
- Milano assicurazioni - 6,000 %
- Fondiaria SAI SpA (actions propres) - 0,577 %

Premafin, comme Fondiaria SAI, étaient des sociétés cotées à la Borsa Italiana de Milan.
Premafin était une société holding financière contrôlée par la famille Ligresti et par la suite par Unipol Gruppo Finanziario.
Le groupe Starlife contrôlée le 17,613 % de la société financière à trvers Sinergia Holding di Partecipazioni Spa (10,112 %), filiale de Starlife SA, et Immobiliare Costruzioni IM.CO. Spa (7,501 %), contrôlée par Starlife SA à travers Sinergia.
Les trois enfants de Salvatore Ligresti tenue le 29 % de la société à travers 3 holdings luxembourgeoises :
- Giulia Maria Ligresti : Canoe Securities SA
- Gioacchino Paolo Ligresti : Limbo Invest SA
- Jonella Ligresti : Hike Securities SA

Chacun possédait le 9,687 % de la société mais tout était regroupé dans la société fiduciaire Compagnia Fiduciaria Nazionale SpA